# 肖俊 (NCT)
肖俊（英語：Xiaojun，1999年8月8日—），本名肖德俊（英語：Xiao De Jun），出生於中國廣東省東莞市，為在中國及韓國發展的男藝人，SM娛樂旗下韓國男子團體NCT成員。2019年1月，以中國子團WayV成員身份正式出道。2020年9月，正式加入NCT大隊。

## 人物簡介
1999年8月8日出生於中國廣東省東莞市。出身聲樂世家，父親肖偉林是一名民間藝人，哥哥肖德飛從事音樂相關行業。畢業於東華初級中學，目前是上海戲劇學院2017級音樂劇系的學生。
2015年，以選手身份參加浙江衛視選秀節目《燃燒吧少年》。2017年，與父親和哥哥參加CCTV-4綜藝節目《中華情》，演唱歌曲《父親的散文詩》。
2018年，被SM娛樂招進公司為出道做準備。同年7月17日，以藝名肖俊通過SM娛樂預備明星組合SM ROOKIES，正式公開。

## 演藝經歷
2018年12月31日，SM娛樂公佈NCT中國分隊WayV首張團體預告照，肖俊為該團成員之一。因中國政策原因，組合從隊名到宣傳都未帶有NCT或SM娛樂的字樣。據SM娛樂官方立場，WayV主要由SM娛樂操刀製作，並通過中國的合作品牌威娛樂（Label V ）在當地出道展開活動；而且成員未來也有機會以NCT的身份在中國以外的地區活動。2019年1月17日，隨組合WayV推出首張數碼專輯《The Vision》，正式在中國出道。
2020年2月28日，公開抗擊新型肺炎疫情公益歌曲《I'll Be There》，與周覓和錢錕共同演唱。9月21日，NCT宣布NCT 2020大型企劃，肖俊正式以NCT成員身份回歸大隊，并作為企劃第一組分隊以主打歌《Make A Wish (Birthday Song)》開始活動。
2021年1月，主演優酷校園網絡劇《歡迎光臨高中生》，飾演高中生常言。6月16日，与錢錕組成WayV首支小分隊WayV-KUN&XIAOJUN，發行單曲專輯《Back To You》。

## 音樂作品
所屬團體之共同作品，請參閱NCT音樂作品列表

### 合唱歌曲
| 發佈日期      | 歌曲名稱                  | 合作藝人   | 備註                     |
| ------------- | ------------------------- | ---------- | ------------------------ |
| 2020年2月28日 | 在你身旁（I'll be there） | 周覓、钱锟 | 抗擊新型肺炎疫情公益歌曲 |

### 客串專輯
| 發布日期       | 歌曲名称 | 歌手   | 专辑名称            | 合作歌手 |
| -------------- | -------- | ------ | ------------------- | -------- |
| 2020年5月31日  | The Riot | Ginjo  | 《The Riot》        | Ten      |
| 2021年10月11日 | Golden   | Raiden | 《Love Right Back》 | pH-1     |

## 影視節目
所屬團體之共同作品，请参阅NCT影視作品列表

### 電視劇
| 年份   | 播出平台 | 電視劇名稱         | 角色 | 性質 |
| ------ | -------- | ------------------ | ---- | ---- |
| 2021年 | 優酷     | 《歡迎光臨高中生》 | 常言 | 主演 |

### 固定綜藝節目
| 日期                         | 電視台                  | 節目名稱           | 備註               |
| ---------------------------- | ----------------------- | ------------------ | ------------------ |
| 2015年11月21日－12月5日      | 浙江衛視                | 《燃燒吧少年》     | 參賽者，共參賽三期 |
| 2021年12月6日－2022年1月24日 | Discovery Channel Korea | 《我們成爲家人了》 | 固定成員           |

## 電台節目
- 2021年：tbs eFM《樂動首爾》（1月19日、3月17日、4月4日、6月16日、8月8日）

## 附錄